# Anne Evensen Brandfjeld
Anne Evensen Brandfjeld, född 19 april 1815 i Vardal, död 2 januari 1905 i Oslo, var en klok gumma och spåkvinna. Hon räknas som Norges mest berömda naturläkare från 1860-talet till sin död. 
Brandfjelds föräldrar tillhörde allmogen. Hon bosatte sig 1841 i Oslo där hon anställdes som piga hos guldsmeden Herman Øyseth, med vilken hon fick två söner innan hon 1849 gifte sig med Christen Evensen. Från 1860-talet var hon verksam som både klok gumma och spådam i Oslo. Personer ska ha anlitat henne från hela sydöstra Norge. 